# Pseudeuophrys lanigera
Espèce
Synonymes
- Attus satageus Simon, 1868
- Attus triangulifer Simon, 1868
- Attus laniger Simon, 1871
- Phlegra variegata Denis, 1957
- Aelurillus tristis Denis, 1957
- Euophrys littoralis Soyer, 1959

Pseudeuophrys lanigera est une espèce d'araignées aranéomorphes de la famille des Salticidae.

## Distribution
Cette espèce se rencontre en Europe et en Turquie.
Sa présence est incertaine en Iran.
Cette espèce a été introduite aux États-Unis.

## Description
Les mâles mesurent de 2,6 à 5,0 mm et les femelles de 3,5 à 6,0 mm.

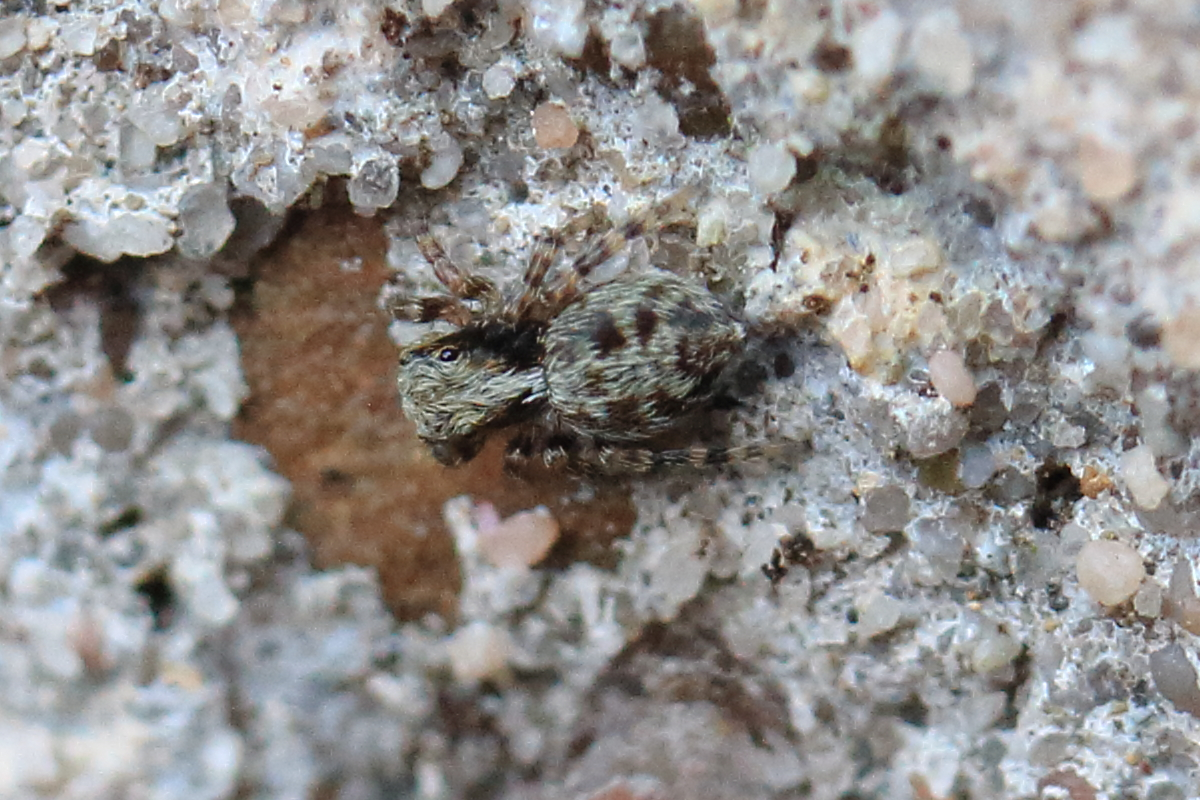
Pseudeuophrys lanigera

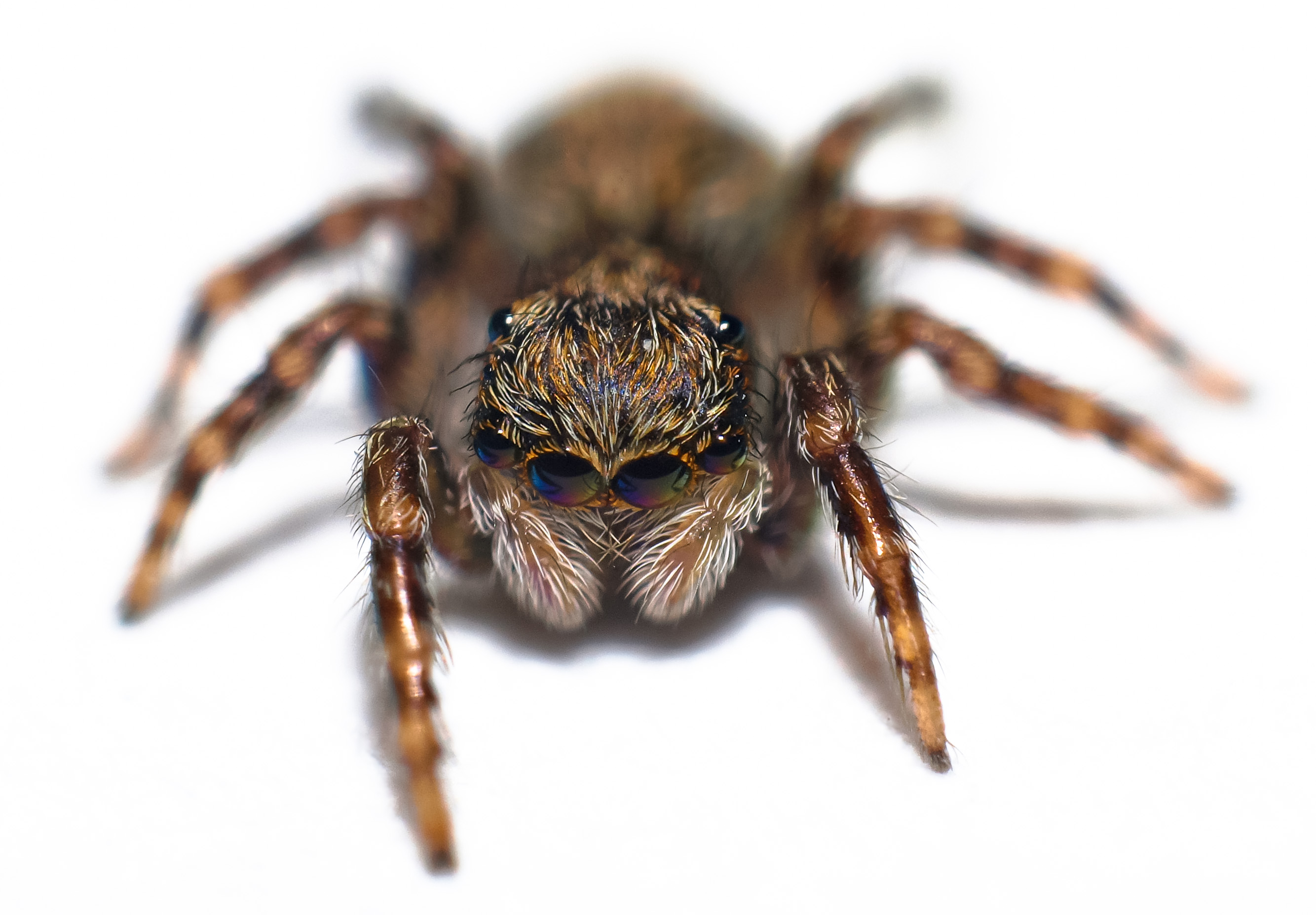
Pseudeuophrys lanigera

Cette espèce est très semblable à Pseudeuophrys erratica, qui est plus rare et trouvé sous l'écorce des arbres sur les lisières des forêts. Les adultes peuvent être trouvés toute l'année.

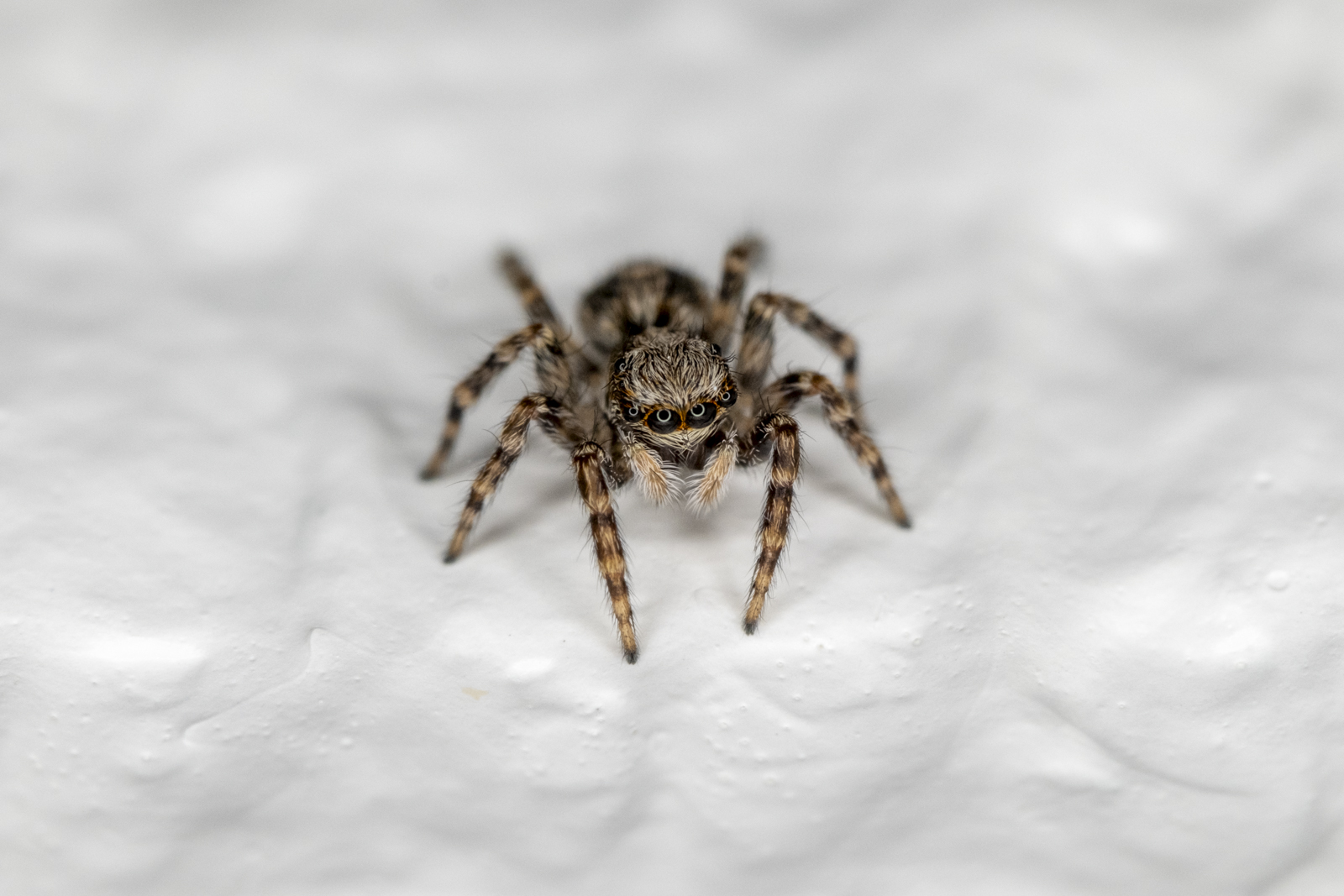
Macro photographie d'une Pseudeuophrys lanigera

## Systématique et taxinomie
Cette espèce a été décrite sous le protonyme Attus laniger par l'arachnologiste français Eugène Simon en 1871. Elle est placée dans le genre Euophrys par Simon en 1876 puis dans le genre Pseudeuophrys par Logunov en 1998.
Phlegra variegata et Aelurillus tristis ont été placées en synonymie par Hęciak et Prószyński en 1984.
Euophrys littoralis a été placée en synonymie par Montardi, Bounias-Delacour, Courtial, Danflous, Déjean, Guerbaa, Jacquet, Lecigne, Montagne et Villepoux en 2023.

## Publication originale
- Simon, 1871 : « Révision des Attidae européens. Supplément à la monographie des Attides (Attidae Sund.). » Annales de la Société Entomologique de France, sér. 5, vol. 1, p. 125-230 & 329-360 (texte intégral).